# Bergtheim
Bergtheim é um município da Alemanha, situado no distrito de Würzburgo, no estado da Baviera. Tem 26,48 km² de área, e sua população em 2019 foi estimada em 3.815 habitantes.